# Cmentarze w Toruniu
Cmentarze w Toruniu – nekropolie znajdujące się zarówno na prawym, jak i lewym brzegu Wisły w Toruniu.
Na terenie Torunia znajduje się kilkanaście cmentarzy różnych wyznań, co wiąże się z wielokulturową historią miasta. W średniowiecznym Toruniu zmarłych chowano w podziemiach kościoła oraz w przyległych do kościołów placach. Następnie mieszkańców Torunia grzebano na cmentarzach przy kaplicach, a bogatych mieszczan nadal w podziemiach kościołów. Początkowo wszystkie cmentarze należały do Kościoła katolickiego, od XVI wieku powstały cmentarze dla protestantów. Pod koniec XVIII wieku wprowadzono zakaz chowania zmarłych wewnątrz kościołów.
Podczas budowy Twierdzy Toruń zlikwidowano dotychczas istniejące cmentarze. Nowe budowano w większej odległości od zwartej zabudowy. W 1811 roku otwarto tzw. nowy cmentarz św. Jerzego, który jest najstarszą zachowaną nekropolią Torunia.

## Cmentarze w prawobrzeżnym Toruniu

### Cmentarze komunalne
| Nazwa                        | Administrator      | Rok założenia | Adres                   | Uwagi                       |
| ---------------------------- | ------------------ | ------------- | ----------------------- | --------------------------- |
| Cmentarz Komunalny nr 1      | Gmina Miasta Toruń | 1839          | ul. Grudziądzka 22/30   | nieczynny, dawniej wojskowy |
| Cmentarz Komunalny nr 2      | Gmina Miasta Toruń | 1891          | ul. Grudziądzka 129-137 |                             |
| Centralny Cmentarz Komunalny | Gmina Miasta Toruń | 1976          | ul. Grudziądzka 192     |                             |

### Cmentarze parafialne
| Nazwa                                    | Administrator                                                                          | Rok założenia                                         | Adres                 | Uwagi                         |
| ---------------------------------------- | -------------------------------------------------------------------------------------- | ----------------------------------------------------- | --------------------- | ----------------------------- |
| Cmentarz św. Jerzego                     | parafia katedralna, parafia ewangelicko-augsburska, parafia prawosławna i parafia WNMP | 1811                                                  | ul. Gałczyńskiego     |                               |
| Cmentarz św. Jakuba                      | parafia św. Jakuba Apostoła                                                            | 1817 (część ewangelicka), 1838/1839 (część katolicka) | ul. Antczaka          |                               |
| Cmentarz św. Barbary                     | parafia św. Antoniego                                                                  | 1842                                                  | ul. Przysiecka 12     |                               |
| Cmentarz Podwyższenia Krzyża Świętego    | parafia Podwyższenia Krzyża Świętego                                                   | 1848                                                  | ul. Turystyczna 49-51 |                               |
| Cmentarz Matki Bożej Królowej Polski     | parafia Matki Bożej Królowej Polski                                                    | prawdopodobnie I poł. XIX w.                          | ul. Rydygiera 21      | nieczynny                     |
| Cmentarz św. Antoniego                   | parafia św. Antoniego                                                                  | pomiędzy 1892 a 1909                                  | ul. Owsiana 57        |                               |
| Cmentarz Najświętszej Marii Panny        | parafia Wniebowzięcia Najświętszej Maryi Panny                                         | 1919                                                  | ul. Wybickiego 78/80  |                               |
| Cmentarz Matki Bożej Nieustającej Pomocy | parafia Matki Bożej Nieustającej Pomocy                                                | 1999                                                  | ul. Wymarzona 22      | Najmłodszy cmentarz w Toruniu |

### Cmentarze nieistniejące
| Nazwa                    | Rok założenia                              | Rok likwidacji                                     | Adres | Uwagi |
| ------------------------ | ------------------------------------------ | -------------------------------------------------- | --- | --- |
| Cmentarz św. Jerzego     | nieznany                                   | 1815                                               | w sąsiedztwie kościoła św. Jerzego, na miejscu, gdzie dzisiaj znajduje się skrzyżowanie Szosy Chełmińskiej z Czerwoną Drogą | |
| Cmentarz św. Wawrzyńca   | nieznany                                   | nieznany, użytkowany jeszcze na początku XIX wieku | okolice dzisiejszej ulicy Wały gen. Sikorskiego                                                                             | Znajdował się w sąsiedztwie kościoła św. Wawrzyńca                                                                                            |
| Cmentarz żydowski        | nieznany, istniał co najmniej od 1724 roku | grudzień 1975                                      | ul. Kazimierza Pułaskiego                                                                                                   | |
| Cmentarz Staroluterański | 1854                                       | 1992                                               | ul. Matejki | od 11 listopada 2011 roku teren nosi nazwę: skwer Inwalidów Wojennych                                                                         |
| Cmentarz benedyktynek    | 1667                                       | 1837                                               | zbieg ul. Lubickiej z ul. Winnica                                                                                           | |
| Cmentarz Elsnerów        | 1811                                       | 1866                                               | ul. św. Józefa 37-45 | Teren cmentarza należy obecnie do Toruńskich Wodociągów                                                                                       |
| Cmentarz Bawarczyków     | 1813                                       |                                                    | zbieg ul. Legionów i ul. Bawarczyków                                                                                        | miejsce dawnego pochówku Bawarczyków upamiętnia pomnik. W II połowie XX w. na terenie nekropoli wybudowano szkołę (Zespół Szkół Technicznych) |
| Cmentarz Boża Męka       | 1811                                       | 1924                                               | ok. ulic Stanisława Staszica i Stefana Czarneckiego                                                                         | |
| Garnizonowy              | 1816                                       | 1839                                               | | zastąpiony cmentarzem przy ul. Grudziądzkiej                                                                                                  |

## Cmentarze w lewobrzeżnym Toruniu

### Cmentarze parafialne
| Nazwa                                 | Administrator                  | Rok założenia                                                          | Adres                 | Uwagi     |
| ------------------------------------- | ------------------------------ | ---------------------------------------------------------------------- | --------------------- | --------- |
| Cmentarz św. św. Piotra i Pawła       | parafia św. św. Piotra i Pawła | 1813                                                                   | ul. Poznańska 104     |           |
| Cmentarz przy ul. Poznańskiej 146/148 | parafia św. św. Piotra i Pawła | 1937                                                                   | ul. Poznańska 146/148 |           |
| Cmentarz Opatrzności Bożej            | parafia Opatrzności Bożej      | 1947                                                                   | ul. Włocławska 56-58  |           |
| Cmentarz ewangelicki                  | Gmina Miasta Toruń             | koniec XVII w.                                                         | ul. Rudacka 27        | nieczynny |
| Cmentarz ewangelicki                  | Gmina Miasta Toruń             | 1845                                                                   | ul. Poznańska 114     | nieczynny |
| Cmentarz ewangelicki                  | Gmina Miasta Toruń             | nieznana                                                               | ul. Łączna 38         | nieczynny |
| Cmentarz tzw. nowy ewangelicki        | Gmina Miasta Toruń             | nieznana, prawdopodobnie lata 1898–1902, według innej hipotezy po 1868 | ul. Poznańska 313     | nieczynny |

### Cmentarze nieistniejące
| Nazwa              | Rok założenia             | Rok likwidacji         | Adres            | Uwagi                                                                 |
| ------------------ | ------------------------- | ---------------------- | ---------------- | --------------------------------------------------------------------- |
| Cmentarz żydowski  | prawdopodobnie XVIII wiek | druga połowa XIX wieku | Podgórz          |                                                                       |
| Cmentarz komunalny | 1912                      | 1945                   | ul. Turkusowa 24 | w 2006 roku władze miasta uporządkowały teren. Obecnie obszar zielony |

## Kolumbarium
W Toruniu oprócz tradycyjnych grobów na dwóch cmentarzach (Centralny Cmentarz Komunalny i św. Jerzego) założono kolumbaria, w których składa się urny z prochami zmarłych. Od czasu wybudowania w mieście spopielarni zwłok (2013 rok) ta forma pochówku staje się coraz bardziej popularna.